# Клерво д'Аверон
Клерво д'Аверон (фр. Clairvaux-d'Aveyron) насеље је и општина у јужној Француској у региону Миди Пирене, у департману Аверон која припада префектури Родез.
По подацима из 2011. године у општини је живело 1156 становника, а густина насељености је износила 45,98 становника/km². Општина се простире на површини од 25,14 km². Налази се на средњој надморској висини од 432 метара (максималној 734 m, а минималној 319 m).

## Демографија
| 1962. | 1968. | 1975. | 1982. | 1990. | 1999. | 2011. |
| ----- | ----- | ----- | ----- | ----- | ----- | ----- |
| 715   | 816   | 839   | 923   | 911   | 1.039 | 1.156 |

График промене броја становника у току последњих година